# Pedro Muñoz (ciclista)
Pedro Muñoz Machín Rodríguez (Mieres, 6 novembre 1958) è un ex ciclista su strada spagnolo.
Professionista dal 1980 al 1991, giunse secondo alla Vuelta a España 1981 e vinse la maglia verde, simbolo della classifica scalatori, al Giro d'Italia 1986. In entrambe le corse ottenne anche un successo di tappa.

## Carriera
Muñoz passò professionista nel 1980 con la Fosforera/Zor, distinguendosi come scalatore e vincendo una tappa montana della Vuelta a Asturias. L'anno seguente ottenne altre quattro vittorie tra cui un'altra tappa della corsa asturiana che concluderà sul terzo gradino del podio. Fu inoltre secondo nella Volta a la Comunitat Valenciana e nell'Escalada a Montjuich. Alla Vuelta a España fu secondo nella classifica generale a soli ventitré anni dietro a Giovanni Battaglin e vinse anche una tappa, la quindicesima.
Nel 1982 centrò un secondo posto nella Volta Ciclista a Catalunya, mentre deluse sia al Giro d'Italia che alla Vuelta. Vinse sei corse fra cui due tappe alla Setmana Catalana, oltre a salire ancora sul podio nell'Escalada a Montjuich ed anche nella classica Subida al Naranco. L'anno dopo vinse la Vuelta a Castilla e la Vuelta a Asturias e si classificò undicesimo al Giro d'Italia arrivando terzo nella speciale classifica degli scalatori. Nel 1984, appena passato alla Teka, puntò invece sul Tour de France, che concluse ottavo nella generale e secondo nella classifica dei giovani dietro a Greg LeMond, ottenendo inoltre diversi piazzamenti nei dieci nell'ultima settimana di corsa.
Nella stagione 1985 ottenne vittorie di tappa alla Parigi-Nizza (conclusa in quinta posizione) e alla Vuelta al País Vasco mentre non portò a termine né la Vuelta né il Tour. Nel 1986 arrivò decimo al Giro d'Italia, del quale vinse una tappa e anche la classifica degli scalatori, e si ritirò nuovamente al Tour. Nel biennio successivo non ottiene vittorie ma solo buoni piazzamenti in varie corse a tappe. Centrò la sua ultima vittoria in carriera nel 1989 imponendosi in una tappa alla Vuelta a Burgos per poi ritirarsi nel 1991 dopo un'ultima stagione incolore alla Artiach.

## Palmarès
- 1980

6ª tappa Vuelta a Asturias
- 1981

15ª tappa Vuelta a España
3ª tappa Vuelta a Burgos
4ª tappa Setmana Catalana
6ª tappa Vuelta a Asturias
- 1982

Gran Premio de Navarra
Classifica generale Volta a la Comunitat Valenciana
5ª tappa 2ª semitappa Vuelta a Aragón
Prologo Setmana Catalana
2ª tappa 1ª semitappa Setmana Catalana
Trofeo Masferrer
- 1983

Prologo Vuelta a Castilla
Classifica generale Vuelta a Castilla
6ª tappa Vuelta a Asturias
Classifica generale Vuelta a Asturias
- 1984

Prueba Villafranca de Ordizia
5ª tappa Volta Ciclista a Catalunya
- 1985

6ª tappa Parigi-Nizza
4ª tappa Vuelta al País Vasco
- 1986

16ª tappa Giro d'Italia
5ª tappa Parigi-Nizza
- 1989

5ª tappa Vuelta a Burgos

### Altri successi
- 1986

Classifica GPM Giro d'Italia

## Piazzamenti

### Grandi Giri
- Giro d'Italia

1980: ritirato
1981: 41º
1982: ritirato
1983: 11º
1986: 10º
1987: 18º
- Tour de France

1984: 8º
1985: ritirato
1986: ritirato
1987: 22º
1988: ritirato
- Vuelta a España

1980: 27º
1981: 2º
1982: 25º
1983: 8º
1985: ritirato
1989: 34º

### Classiche monumento
- Liegi-Bastogne-Liegi

1985: 66º
- Giro di Lombardia

1983: 17º

### Competizioni mondiali
- Campionati del mondo

Goodwood 1982 - In linea: 22º
Barcellona 1984 - In linea: 26º